# Zoltán Huszárik
Zoltán Huszárik (Domony, 14 de Maio de 1931 - Budapeste, 15 de Outubro de 1981) foi um aclamado ator e cineasta húngaro, que trabalhou no gênero experimental. Esteve ativo desde 1965 até 1980.

## Biografias
Nasceu em Domony, Hungria, e a sua intenção, na juventude, era tornar-se artista. Fez a sua primeira curta-metragem de 19 minutos experimental, intitulada Elégia, após a graduação na escola de cinema em 1965. Após trabalhos experimentais similares, dirigiu a sua primeira longa-metragem em 1971, Szindbád (Sindbad), com a participação no elenco de Zoltán Latinovits. O filme tornou-se um dos mais aclamados e influentes filmes húngaros. A sua segunda - e última, longa-metragem foi Csontváry, em 1980, realizada um ano antes de cometer o suicídio, com 50 anos de idade.
Casou com Anna Nagy. A sua filha, Kata Huszárik tornou-se conhecida como actriz.